# Throckmorton (Worcestershire)
Throckmorton – wieś w Anglii, w hrabstwie Worcestershire, w dystrykcie Wychavon. Leży 15 km na wschód od miasta Worcester i 149 km na północny zachód od Londynu. W 2001 miejscowość liczyła 200 mieszkańców.